# Willmering

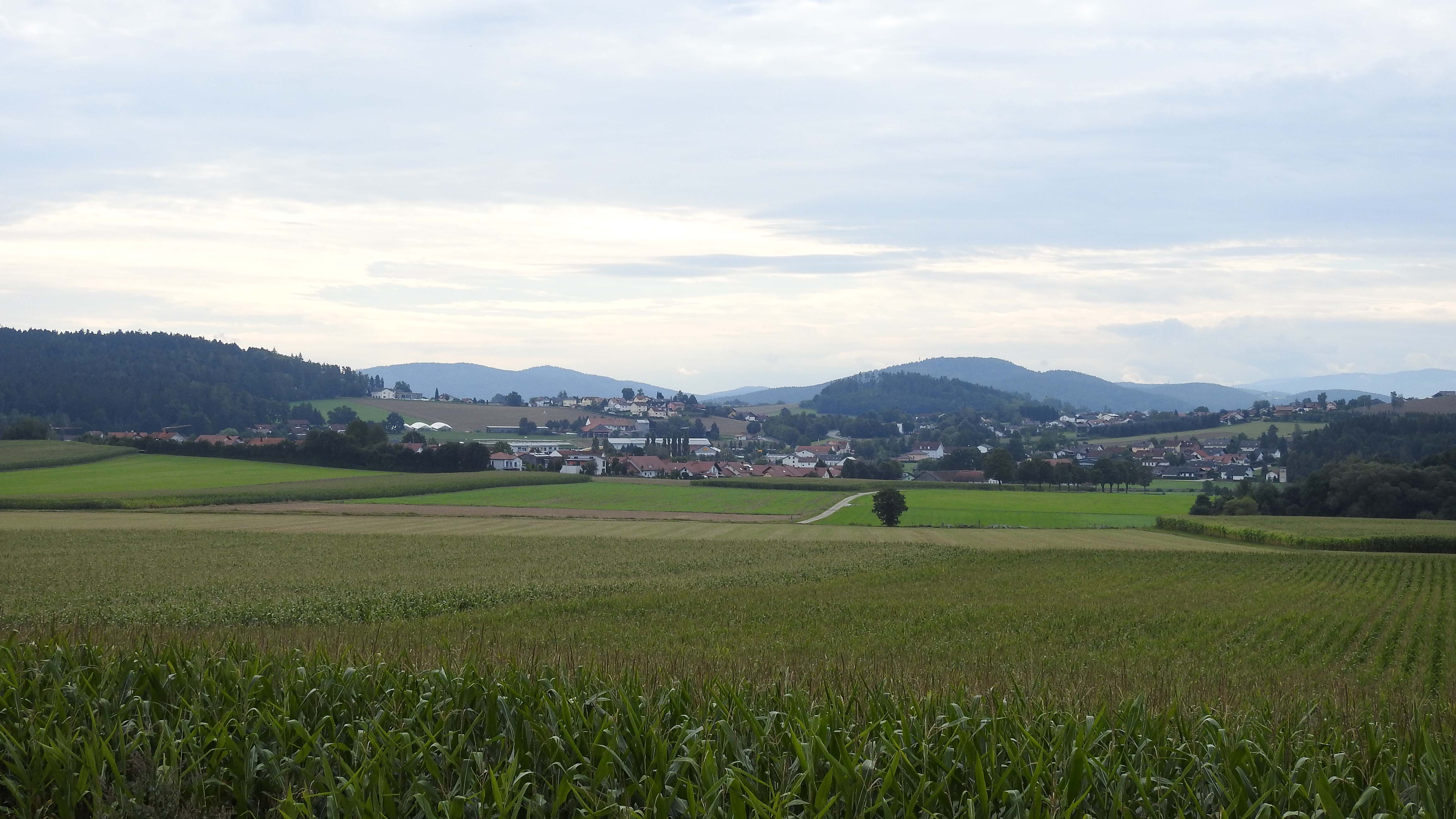
Willmering von Norden

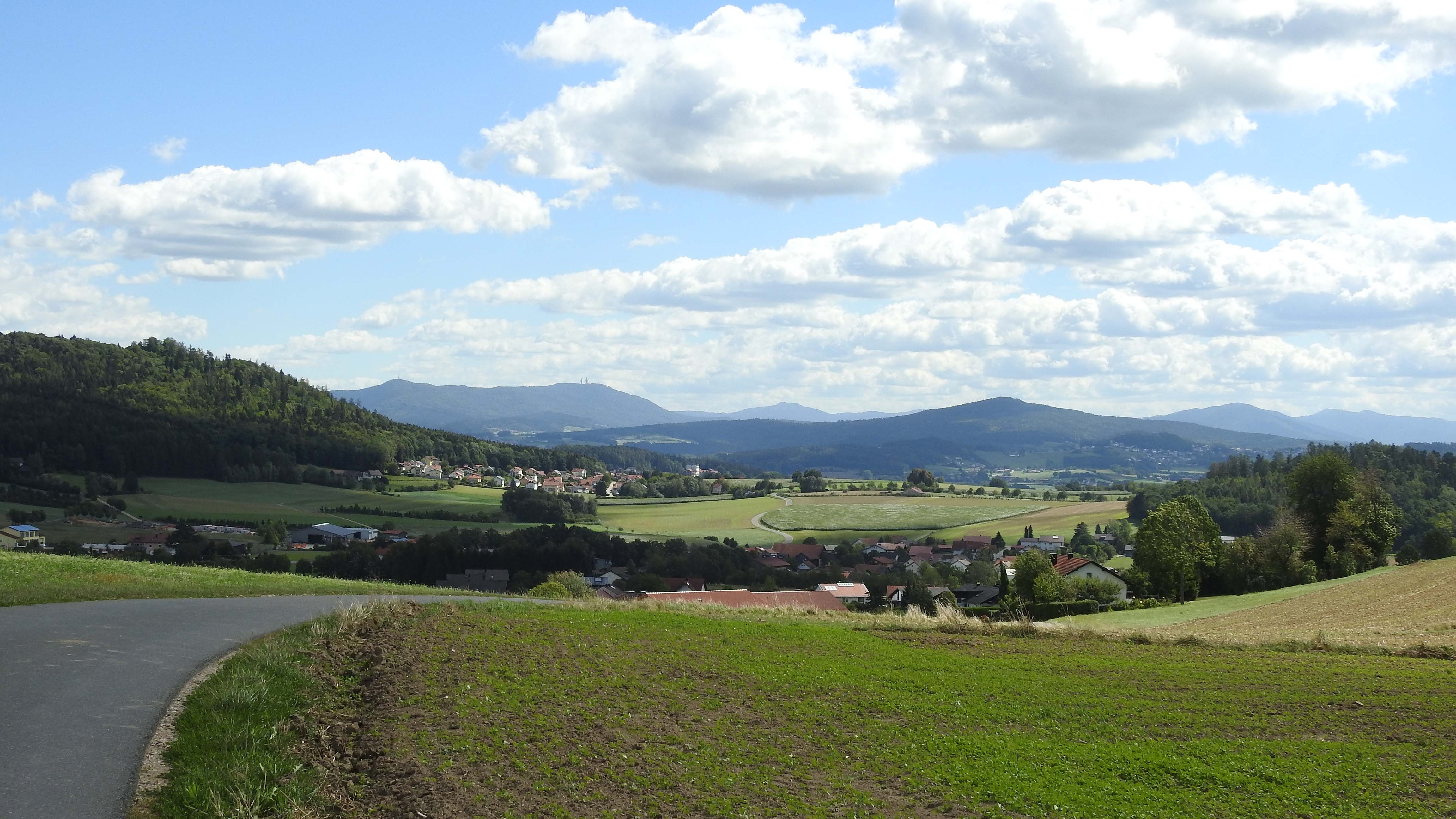
Blick über Brennet und Zifling zum Hohen Bogen

Willmering ist eine Gemeinde im oberpfälzischen Landkreis Cham in Bayern.

## Geografie

### Geografische Lage
Die Gemeinde liegt rund drei Kilometer nördlich der Kreisstadt Cham. Der Katzbach, der durch die Gemeinde fließt, bildete die frühe Siedlungsachse.

### Nachbargemeinden
Willmering ist von Nordosten über Süden bis Westen von der Gemeinde Cham umgeben. Im Nordwesten und Norden grenzt Willmering an die Gemeinde Waffenbrunn.
| Waffenbrunn 2 km | Waffenbrunn 2 km                            | Cham 3 km |
| Cham 3 km        | Kompassrose, die auf Nachbargemeinden zeigt | Cham 3 km |
| Cham 3 km        | Cham 3 km                                   | Cham 3 km |

### Gemeindegliederung
Es gibt sieben Gemeindeteile (in Klammern ist der Siedlungstyp angegeben):
- Brennet (Dorf)
- Geigen (Dorf)
- Lohweiher (Dorf)
- Prienzing (Dorf)
- Stegmühle (Weiler)
- Willmering (Dorf)
- Zifling (Dorf)

Es gibt nur die Gemarkung Willmering.

## Geschichte

### Bis zur Gemeindegründung
Die erste urkundliche Erwähnung von Willmering war im Jahr 1135, als Markgraf Diepold  „Wiltmaring“ an das Kloster Reichenbach am Regen schenkte. Der Ort gehörte zum Rentamt Straubing und zum Landgericht Cham des Kurfürstentums Bayern. Im Zuge der Verwaltungsreformen in Bayern entstand mit dem Gemeindeedikt von 1818 die heutige Gemeinde.

### Ausgliederung
Am 1. Mai 1978 trat die Gemeinde Willmering im Rahmen der Gebietsreform in Bayern Gebietsteile mit etwa 50 Einwohnern an die Kreisstadt Cham ab.

### Einwohnerentwicklung
Zwischen 1988 und 2018 wuchs die Gemeinde von 1580 auf 1965 um 385 Einwohner bzw. um 24,4 %.
- 1961: 0854 Einwohner
- 1970: 1193 Einwohner
- 1987: 1516 Einwohner
- 1991: 1743 Einwohner
- 1995: 1976 Einwohner
- 2000: 2145 Einwohner
- 2005: 2187 Einwohner
- 2010: 2094 Einwohner
- 2015: 1991 Einwohner

## Politik

### Bürgermeister
Erster Bürgermeister ist seit 1. Mai 2014 Hans Eichstetter (CSU/Freie Wählergemeinschaft); dieser wurde am 15. März 2020 mit 91,0 % der gültigen Stimmen für weitere sechs Jahre im Amt bestätigt.

### Gemeinderat
Der Gemeinderat besteht aus 14 ehrenamtlichen Gemeinderatsmitgliedern und dem ehrenamtlichen Ersten Bürgermeister. Bei der Kommunalwahl am 15. März 2020 erreichten der gemeinsame Wahlvorschlag von CSU und Freier Wählergemeinschaft und der Wahlvorschlag der Freien Wähler Willmering jeweils sieben Sitze.

### Wappen
|                         | Blasonierung: „Durch einen silbernen Wellenbalken geteilt von Rot und Grün; oben eine silberne Pflugschar, unten ein silberner Dreiberg.“ |
| Wappenführung seit 1982 | |

## Bau- und Bodendenkmäler
- Burgruine Buchberg

## Wirtschaft und Infrastruktur

### Wirtschaft
2017 gab es in der Gemeinde 463 sozialversicherungspflichtige Arbeitsplätze. Von der Wohnbevölkerung standen 886 Personen in einem versicherungspflichtigen Beschäftigungsverhältnis. Damit war die Zahl der Auspendler um 423 Personen größer als die der Einpendler. 26 Einwohner waren arbeitslos. 2016 gab es 15 landwirtschaftliche Betriebe.

### Verkehr
Durch den Ort verläuft die B 22. Diese Bundesstraße sorgte für Aufsehen, weil es dort angeblich durch übersinnliche Wirkungen zu vermehrten Unfällen kam. Lange Zeit hatte es viele Unfälle gegeben, gegen die sämtliche klassischen verkehrlichen Maßnahmen zur Vermeidung (z. B. Tempolimit, Überholverbot) nicht halfen. Daraufhin bot ein Wunderheiler aus dem Ort seine Hilfe an und behauptete, dass sich im Gemeindegebiet an der Gefahrenstelle mehrere Wasseradern und Kraftstrahlen befänden, welche das Fahrverhalten negativ beeinflussen würden. Auf Beschluss des Gemeinderats wurden dann noch zu Zeiten von Bürgermeister Michael Dankerl in den Bäumen an der Straße merkwürdige Kugel-Antennen montiert, die laut dem Wunderheiler helfen sollen.
Zudem liegt Willmering an der Bahnstrecke Cham–Waldmünchen. Die Strecke wird im Zweistundentakt durch die Regentalbahn betrieben.

### Bildung
Am Ort gibt es eine Kindertageseinrichtung mit 39 Plätzen und 41 betreuten Kindern (Stand: 1. März 2018).

## Söhne und Töchter der Stadt
- Ernie Stautner (1925–2006), amerikanischer Footballspieler (geb. in Prienzing)